# Joseph Ziegler (Theologe)
Joseph Georg Ziegler (* 15. März 1902 in Tauberrettersheim bei Ochsenfurt; † 1. Oktober 1988 in Würzburg) war ein deutscher römisch-katholischer Geistlicher und Alttestamentler. Er war Rektor der Universität Würzburg (1961–1962).

## Leben
Joseph Ziegler, geboren im unterfränkischen Ochsenfurt als Sohn einer geborenen Öchsner und ihres Ehemanns, des Landwirts Martin Ziegler, studierte nach seinem Abitur 1921 am Würzburger Gymnasium Katholische Theologie und Philosophie an der Universität Würzburg. Ab 1921 war er Mitglied der katholischen Studentenverbindung KDStV Markomannia Würzburg. 1926 empfing er die Priesterweihe. Im Jahr 1929 wurde er bei Johannes Hehn mit einer Dissertation über „die Liebe Gottes bei den Propheten“ zum Dr. theol. promoviert. Er war zunächst in der Seelsorge tätig. Ab 1930 studierte er am Päpstlichen Bibelinstitut in Rom, vor allem beim späteren Kardinal Augustin Bea SJ. In Rom entstand seine Habilitationsschrift Untersuchungen zur Septuaginta des Buches Isaias mit der er sich 1933 für Alttestamentliche Exegese in Würzburg habilitierte und die 1934 in Münster publiziert wurde.
Er war ab dem Wintersemester 1933/34 zunächst Privatdozent für alttestamentliche Exegese in Würzburg und hatte die alttestamentliche Lehrstuhlvertretung inne in Braunsberg (Ostpreußen) (1934) und Bamberg (1934/35). 1937 wurde er zum ordentlichen Professor an die Staatliche Philosophisch-Theologische Akademie in Braunsberg (Lyceum Hosianum) berufen. Im Sommersemester 1944 musste er unter Verlust seiner gesamten Habe, insbesondere seiner wissenschaftlichen Bibliothek, Ostpreußen verlassen und fand Mitte 1945 zunächst ein Zuhause in der Nähe des unterfränkischen Ochsenfurt. Kurz darauf erhielt er ein Angebot für eine Professur als Orientalist in Göttingen, zudem als Leiter des dortigen Septuaginta-Unternehmens. Diesen wie auch einen Ruf an die Universität in Mainz lehnte er ab.
Im Jahr 1946 nahm er einen Ruf an die Philosophisch-Theologische Hochschule Regensburg an. 1948 folgte die Berufung auf den Lehrstuhl für Altes Testament und biblisch-orientalische Sprachen an der Universität Würzburg. Zwischenzeitliche Rufe als Ordinarius nach München (1952) und Bonn (1958) lehnte er ab. 1961/1962 war er Rektor an der Würzburger Universität. Am 31. März 1970 wurde er emeritiert, war aber gleichwohl engagiert in der Septuaginta-Forschung (eine der ältesten Bibelübersetzungen).  Er sprach 14 Sprachen und galt als einer der führenden Septuaginta-Forscher seiner Zeit. Insbesondere nachfolgende Arbeiten bzw. Textausgaben für die Göttinger Septuaginta gelten als sein Hauptwerk:
- Isaias (1939)
- Duodecim Prophetae (1943)
- Ezechiel (1952)
- Daniel (1954)
- Jeremias (1957)
- Sapientia Salomonis (1962)
- Sirach (1965)
- Iob (1982)

Ziegler war korrespondierendes Mitglied der Göttinger Akademie der Wissenschaften und seit 1959 ordentliches Mitglied der Bayerischen Akademie der Wissenschaften in München. Er hat zahlreiche Arbeiten veröffentlicht, darunter weitere Arbeiten zur Septuaginta und zum Zwölfprophetenbuch und das maßgebliche Werk Dulcedo Deo. Ein Beitrag zur Theologie der griechischen und lateinischen Bibel (1936). 1953 wurde sein Amtsnachfolger Josef Schreiner bei ihm promoviert und habilitiert sich bei ihm auch.
1961 setzte er sich als Rektor für einen neuen und modernen Standort der Universität am Würzburger Stadtrand ein. Ziegler selbst wohnte in Höchberg bei Würzburg.

## Ehrungen und Auszeichnungen
- Goldenes Stadtsiegel der Stadt Würzburg (1962)
- Ehrendoktorwürde der Philosophischen Fakultät der Universität Würzburg[4] (1962)
- Ehrendoktorwürde der Theologischen Fakultät der Universität Fribourg[4] (1965)
- Bayerischer Verdienstorden[4]
- Kulturpreis der Bayerischen Landesstiftung[4]
- Medaille Bene merenti in Gold der Universität Würzburg[4]

## Veröffentlichungen (Auswahl)
- Chokma, Sophia, Sapientia. Würzburger Rektoratsrede, geh. am 18. Nov. 1961. Staudenraus, Würzburg 1961 (= Würzburger Universitätsreden. Band 32).
- Die Septuaginta, Erbe und Auftrag. Festvortrag, geh. beim 380. Stiftungsfest d. Julius-Maximilians-Universität zu Würzburg […] am 11. Mai 1962. Staudenraus, Würzburg 1962 (= Würzburger Universitätsreden. Band 33). Auch in: Joseph Ziegler: Sylloge. Gesammelte Aufsätze zur Septuaginta. Vandenhoeck u. Ruprecht, Göttinge 1971 (= Mitt. d. Septuaginta-Unternehmens d. Akad. d. Wiss. in Göttingen. Band 10). S. 590–614.